# 糸井羊司
糸井 羊司（いとい ようじ、1977年11月28日 - ）は、NHKのアナウンサー。

## 人物
三重県四日市市生まれ。小学校卒業後に神奈川県川崎市に転居する。神奈川県立多摩高等学校、上智大学文学部新聞学科卒業後、2000年に入局。気象予報士の資格を持つ。身長は176cm。

## 嗜好・挿話
幼い頃からクイズに興味を持ち、小学6年生の時に視聴者参加型のクイズ番組『天才クイズ』（中部日本放送）に出場し、全問正解によって贈られる天才賞に輝いた。また、高校2年生から大学4年生まで『オールスター感謝祭』（TBSテレビ）のスタッフとして問題制作に参加していた時期がある。
アナウンサーを志したきっかけは、小学生の頃に好きだった音楽番組『ザ・ベストテン』（TBSテレビ）が復活した際に司会をやりたい、というもの。1995年第42回NHK杯全国高校放送コンテストアナウンス部門で4位入賞している。
幼少からの熱烈な鉄道ファンでもあり、3人の息子とともに『NHKニュースおはよう日本』のブログで度々取り上げられている。おはよう北海道土曜プラスでは自身が所有する新幹線E５系の鉄道模型を番組内で披露したこともある。
糸井自身は巳年生まれで、名前の「羊司」はクリスチャンの母親が「羊を司る」ことに由来して当てたものだという。
2022年7月8日に発生した安倍晋三銃撃事件では、襲撃されたという第一報を伝えた。

## 現在の担当番組
- NHKニュース7（祝日を除く月曜 - 木曜メインキャスター：2024年4月1日 - ）
- 映像の世紀 バタフライエフェクト（語り：2023年4月17日 - ）[8]

## 過去の担当番組
福島放送局時代（2000年度 - 2004年度）
- 福島県のニュース・中継・リポート

名古屋放送局時代（2005年度 - 2009年度）
- 情報フレッシュ便 さらさらサラダ（「アナたに聞きたい」コーナー出演：2006年4月12日）
- 産地発!たべもの一直線（リポーター：2007年6月10日・12日・15日）
- 中学生日記（2007年9月22日）
- ウイークエンド中部（2006年4月 - 2009年3月）
- おはよう東海（2005年4月 - 2006年3月・2009年 - 2010年3月）[注 2]
- NHKニュースおはよう日本（佐藤龍文のニュースリーダー代行）（2009年9月14日 - 18日）
- 東海北陸のニュース・中継・リポート

東京アナウンス室時代（1度目）（2010年度 - 2014年度）
- 2011年3月の東北地方太平洋沖地震では、初任地でもある福島局に応援で派遣され、災害情報を中心にローカルニュースを担当した。
- ニュースウオッチ9
  - 和田源二の代理ニュースリーダー（2010年12月23日 - 24日）
  - 坂本朋彦の代理ニュースリーダー（2011年9月19日 - 23日・26日 - 30日）
- NHKニュース24（メインキャスターの坂本朋彦のキャスター代行、2011年9月20日 - 24日・27日 - 10月1日）
- 仕事学のすすめ・安藤忠雄（ナレーション：2012年3月）
- ETV特集 アイスマン  ～5000年前の男は語る～（ナレーション）
- 英語で読む村上春樹（原文朗読）
- ニュース・気象情報（午前10時台（高校野球中継により前後有）・池田達郎のキャスター代行）（2013年8月12日 - 8月16日・2014年8月11日 - 8月15日）
- NHKスペシャル「いま集団的自衛権を考える」ナレーション（2014年4月12日）
- NHK BSニュース（徹宵番：2014年5月24日・25日）
- ニュース・気象情報（年末年始キャスター：2014年12月30日 - 2015年1月1日）
- NHKニュースおはよう日本
  - リポーター（2010年4月 - 2012年3月）
  - キャスター：4:30 - 6:25（2012年4月 - 2015年3月13日）
  - 「けさの知りたい!」コーナー担当：キャスター担当週以外の金曜日 7:35頃
  - 池田達郎が阿部渉のキャスター代行を務めることによるニュースリーダー代行（2013年8月12日 - 16日・2014年8月11日 - 15日）
- NHKニュース（午前9時：『あさイチ』内、2012年4月 - 2015年3月13日）
  - 上記はいずれも中山庸介、二宮直輝両アナウンサーと3週交代で担当
- ニュース・気象情報（おはよう日本担当週の前日夜〜当日深夜早朝・おはよう日本担当翌週の主に月曜日14時 - 16時）
- 目撃!日本列島 裁判員  私たちはそれから…（ナレーション：2015年2月28日）

札幌放送局時代（2015年度 - 2018年度）
- NEXT 未来のために  一人では生きられないから  札幌 生活困窮者支援の現場（ナレーション：2015年5月27日）
- NHKニュースおはよう北海道 土曜プラス（キャスター：2015年4月4日 - 2017年4月1日）
- 北海道のニュース
- 北海道クローズアップ（キャスター：2017年4月 - 2019年3月）
- ニュースウオッチ9（滑川和男の代理ニュースリーダー、2018年11月5日 - 9日）

東京アナウンス室時代（2度目）（2019年度 - ）
- 第25回参議院議員通常選挙開票速報（キャスター：2019年7月21日）
- NHKニュース（2019年4月30日平成最後・2019年5月1日令和最初）
- NHK BSニュース 4K（キャスター：2019年9月30日 - 2020年3月27日）
- ニュースきょう一日（ニュースリーダー：2019年4月- 2021年3月）[注 3]
- 出川哲朗のクイズほぉ〜スクール（ナレーション：2021年3月29日 - 2023年2月6日）[9]
- ニュース・気象情報（日曜午前5時、6時）（田所拓也、深川仁志の代理キャスター（2020年7月26日・2021年2月14日・8月15日）
- ニュース シブ5時（2021年10月25日：三條雅幸の代理キャスター）
- ニュースウオッチ9（ナレーション・ニュースリーダー）：2019年4月 - 2022年3月[注 3]
- ニュース645（キャスター：2019年4月29日 - ）
- ニュース・気象情報（平日23時15分ニュース：2021年度）[注 3]
- 鎌倉殿の13人（紀行ナレーション：2022年1月9日 - 12月18日）
- 正午のニュース（キャスター[注 4]：2022年4月4日 - 2024年3月28日）
  - 午前11時、午後1時、午後6時の定時ニュースも担当、緊急報道対応（11:00 - 19:00）
  - 佐藤誠太の代理キャスター（2021年8月1日）
  - 三條雅幸の代理キャスター（2021年8月2日 - 6日・2022年2月17日・3月15日）
  - 大相撲中継などで『ニュースLIVE! ゆう5時』が休止となる場合は『ゆう5時ニュース』を担当することがある。
- ニュースLIVE!ゆう5時  ニュースキャスター・リーダー（17:30前後）（祝日を除く月曜 - 木曜：2022年4月4日 - 2024年3月7日）[注 5]
- ニュース きん5時  番組内のニュースキャスター（17:30前後）（祝日を除く金曜：2022年4月8日 - 2023年3月31日）
- 第26回参議院議員通常選挙開票速報（サブキャスター：2022年7月10日 - 11日）
- 映像の世紀 バタフライエフェクト特別版（語り：2022年12月30日）
- 踊る!さんま御殿!! （NHK×日テレ コラボウィーク企画） - 日本テレビ系・ゲスト（2023年3月14日）
- 第50回衆議院議員総選挙開票速報（メインキャスター：2024年10月27日 - 28日）[1]
- NHKニュース7
  - 高井正智の代理キャスター（2025年1月26日・3月2日・23日）
- 第27回参議院議員通常選挙開票速報（メインキャスター：2025年7月20日 - 21日）
- 映像の世紀　特別編 高精細スペシャル「ヨーロッパ 2077日の地獄」第1部 - 第3部（語り：2025年7月21日・28日・8月4日）